# Hahaha
Hahaha (kor. 하하하) – południowokoreański film z 2010 roku w reżyserii Hong Sang-soo. To kolejny obraz tego twórcy o powikłanych relacjach międzyludzkich. Film zdobył nagrodę główną w sekcji Un Certain Regard na 63. MFF w Cannes.

## Treść
Reżyser filmowy Jo Moon-kyeong planuje opuścić Seul i Koreę, by zamieszkać w Kanadzie u ciotki. Kilka dni przed wyjazdem niespodziewanie spotyka swojego przyjaciela, krytyka filmowego Bang Joong-sika. Po kilku wypitych kolejkach soju postanawiają opowiedzieć o swoich niedawnych podróżach, ale jest jeden warunek, będą to tylko przyjemne wspomnienia. Wkrótce okazuje się, że obaj przebywali w tym samym czasie w niewielkiej, nadmorskiej miejscowości Tongyeong, z tymi samymi ludźmi.

## Występują
- Kim Sang-kyung jako Jo Moon-kyeong, reżyser filmowy
- Moon So-ri jako Wang Seong-ok, poetka amator i kierownik kulturalny
- Yu Jun-sang jako Bang Joong-sik, krytyk filmowy
- Ye Ji-won jako Ahn Yeon-joo, kochanka Joong-sika, stewardesa
- Kim Kang-woo jako Kang Jeong-ho, miejscowy poeta z Tong-yeong
- Kim Gyu-ri jako No Jeong-hwa, czarująca kobieta z Tong-yeong
- Yun Yeo-jong jako Matka Moon-kyeonga
- Gi Ju-bong jako Kurator lokalnego muzeum historycznego z Tong-yeong
- Kim Yeong-ho jako Generał Lee Soon-shin